# Saint-Sulpice-d'Eymet
Pour les articles homonymes, voir Saint-Sulpice et Eymet.
Saint-Sulpice-d'Eymet est une ancienne commune française située en Bergeracois dans le sud-ouest du département de la Dordogne, qui a existé depuis la fin du XVIIIe siècle jusqu'en 1970. Depuis 1971, elle est intégrée à la commune d'Eymet.

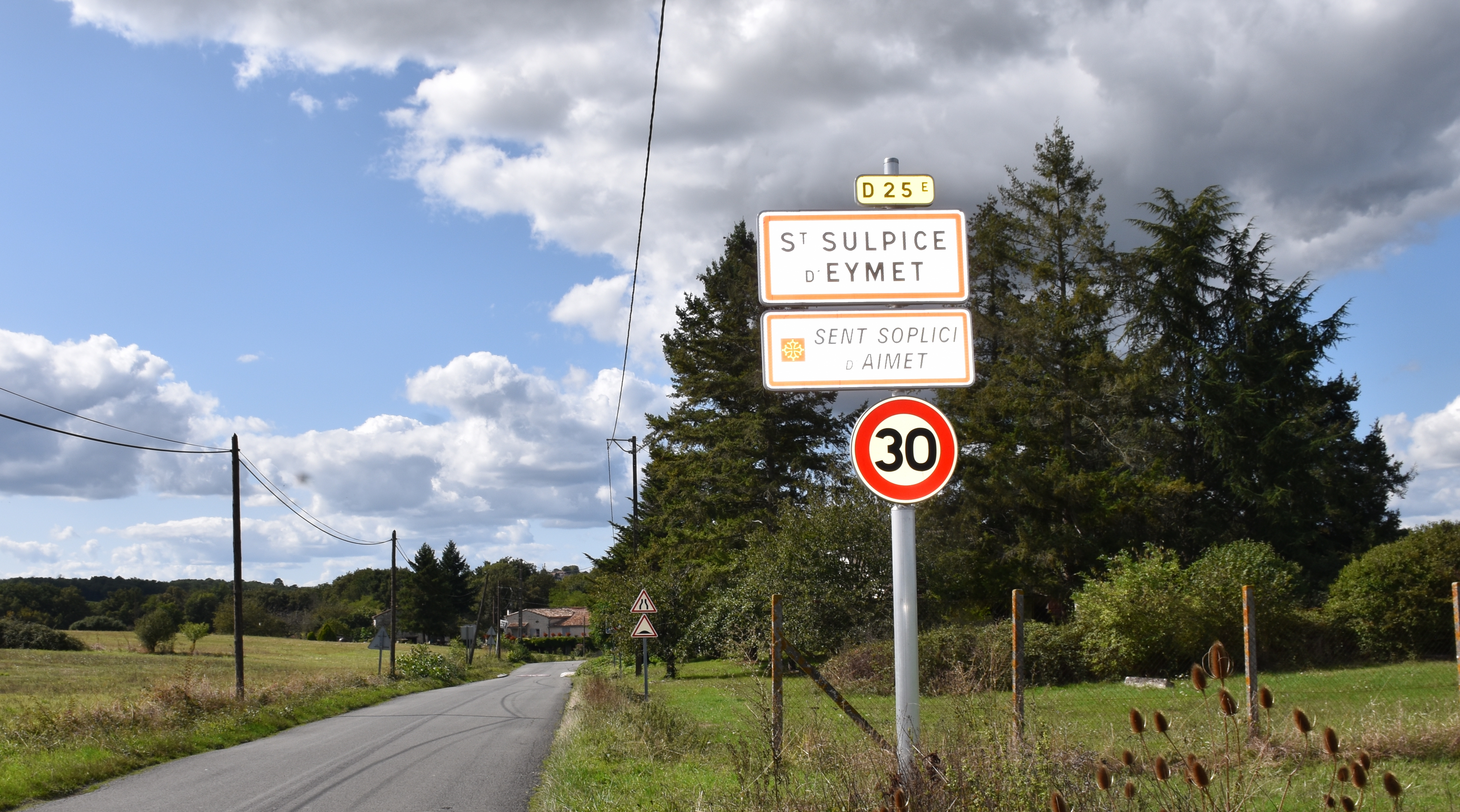
Une entrée du village.

## Histoire
D'abord rattachée à Eymet, Saint-Sulpice-d'Eymet est une commune française créée pendant le Directoire.
Le 1er janvier 1971, elle fusionne avec celle d'Eymet.

## Démographie
| 1800 | 1806 | 1821 | 1831 | 1836 | 1841 | 1846 |
| ---- | ---- | ---- | ---- | ---- | ---- | ---- |
| 168  | 219  | 201  | 184  | 186  | 184  | 176  |

| 1851 | 1856 | 1861 | 1866 | 1872 | 1876 | 1881 |
| ---- | ---- | ---- | ---- | ---- | ---- | ---- |
| 166  | 159  | 146  | 153  | 146  | 147  | 142  |

| 1886 | 1891 | 1896 | 1901 | 1906 | 1911 | 1921 |
| ---- | ---- | ---- | ---- | ---- | ---- | ---- |
| 140  | 130  | 133  | 127  | 113  | 111  | 92   |

| 1926 | 1931 | 1936 | 1946 | 1954 | 1962 | 1968 |
| ---- | ---- | ---- | ---- | ---- | ---- | ---- |
| 102  | 99   | 85   | 83   | 85   | 75   | 82   |

## Galerie de photos

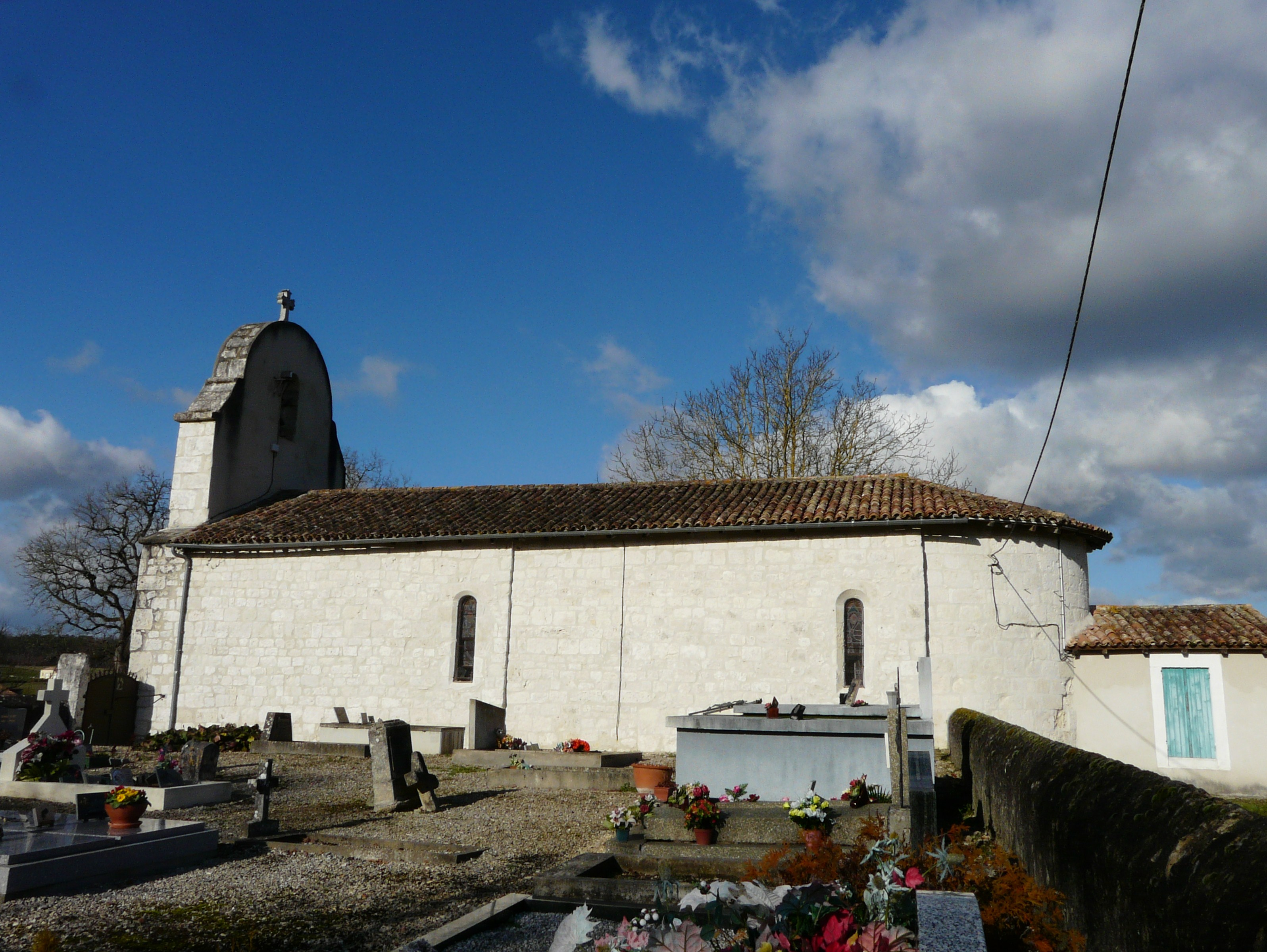
L'église Saint-Sulpice.
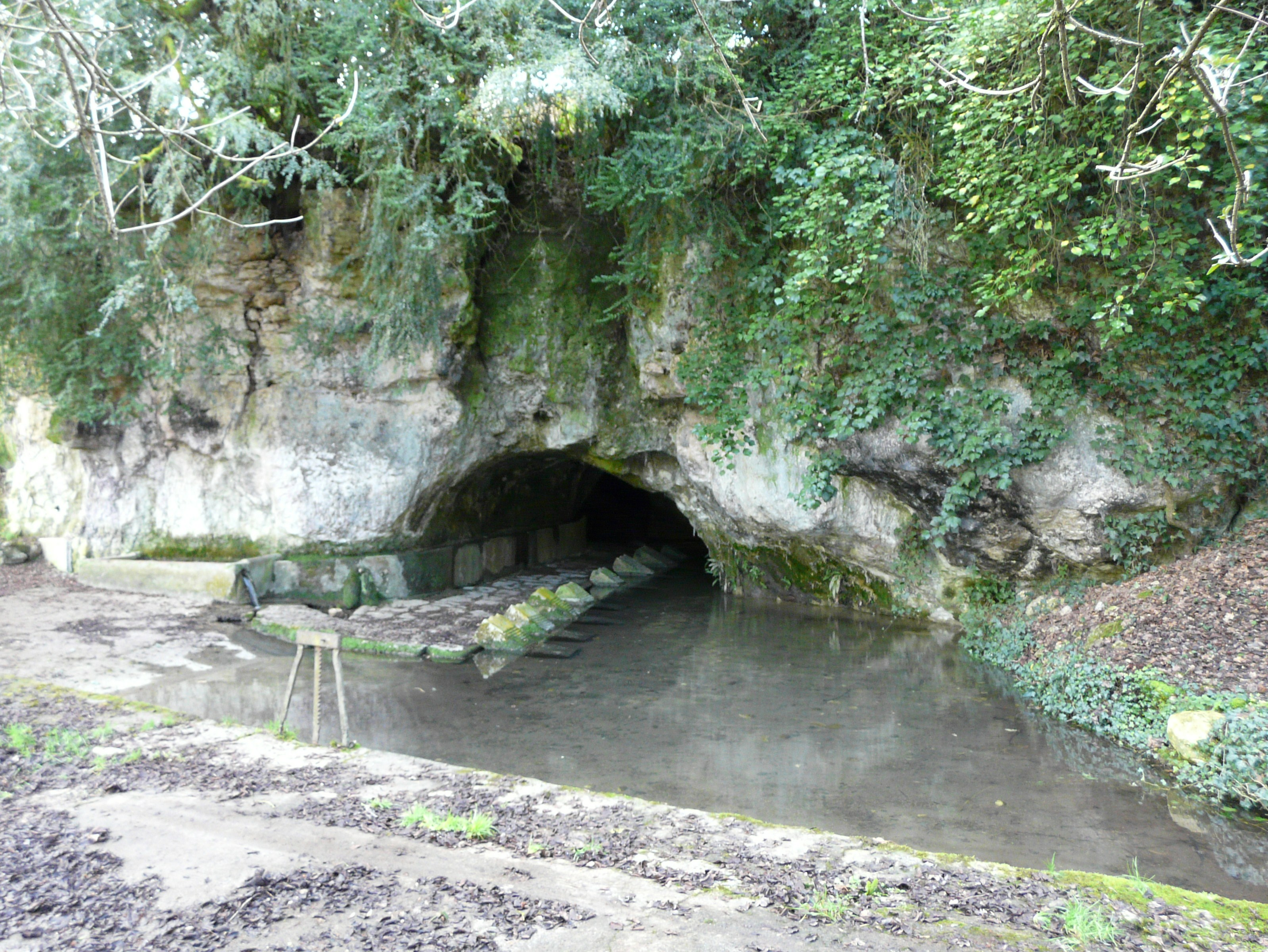
Le touron (source troglodytique) de Saint-Sulpice.
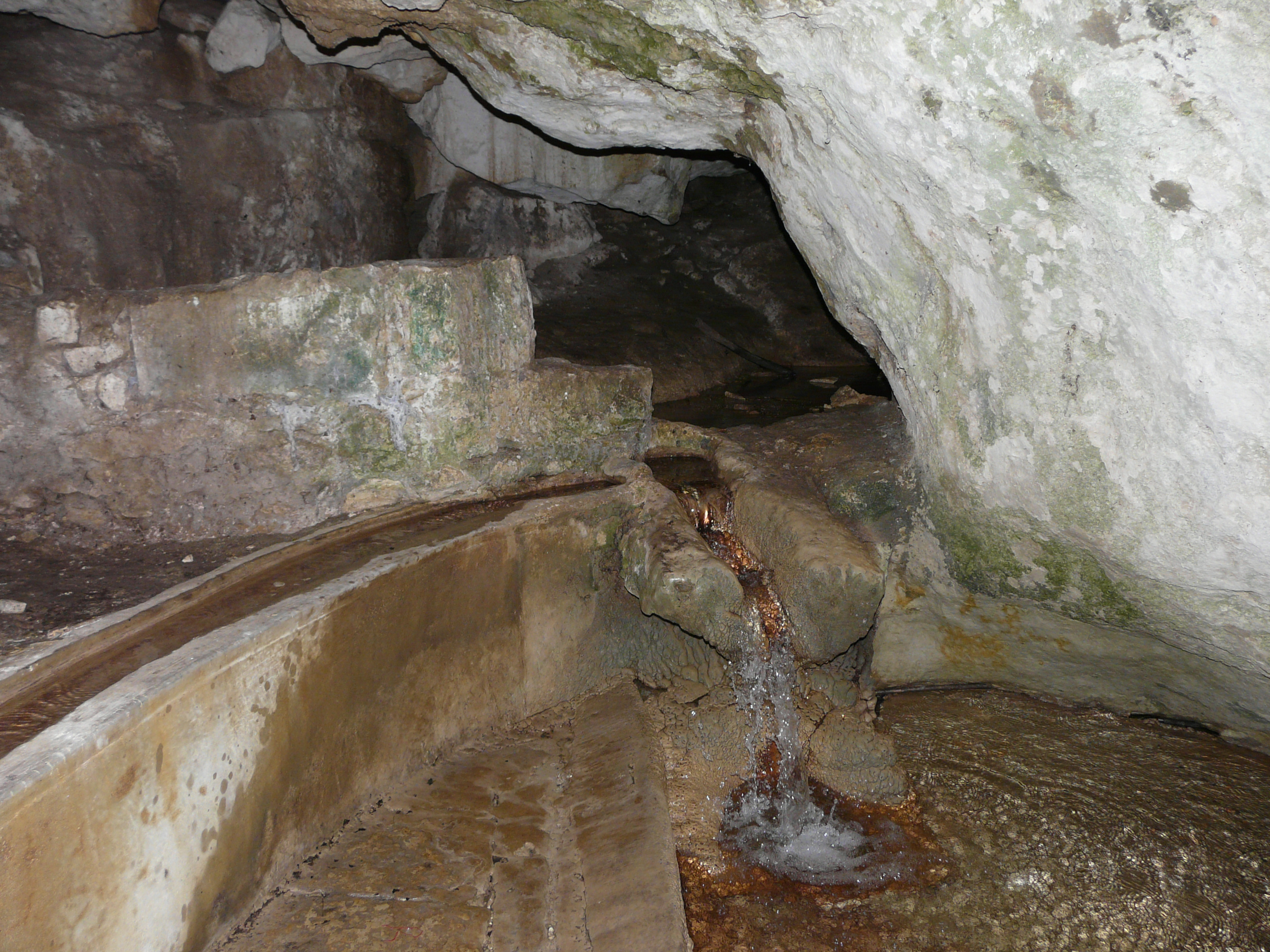
La source à l'intérieur du touron.
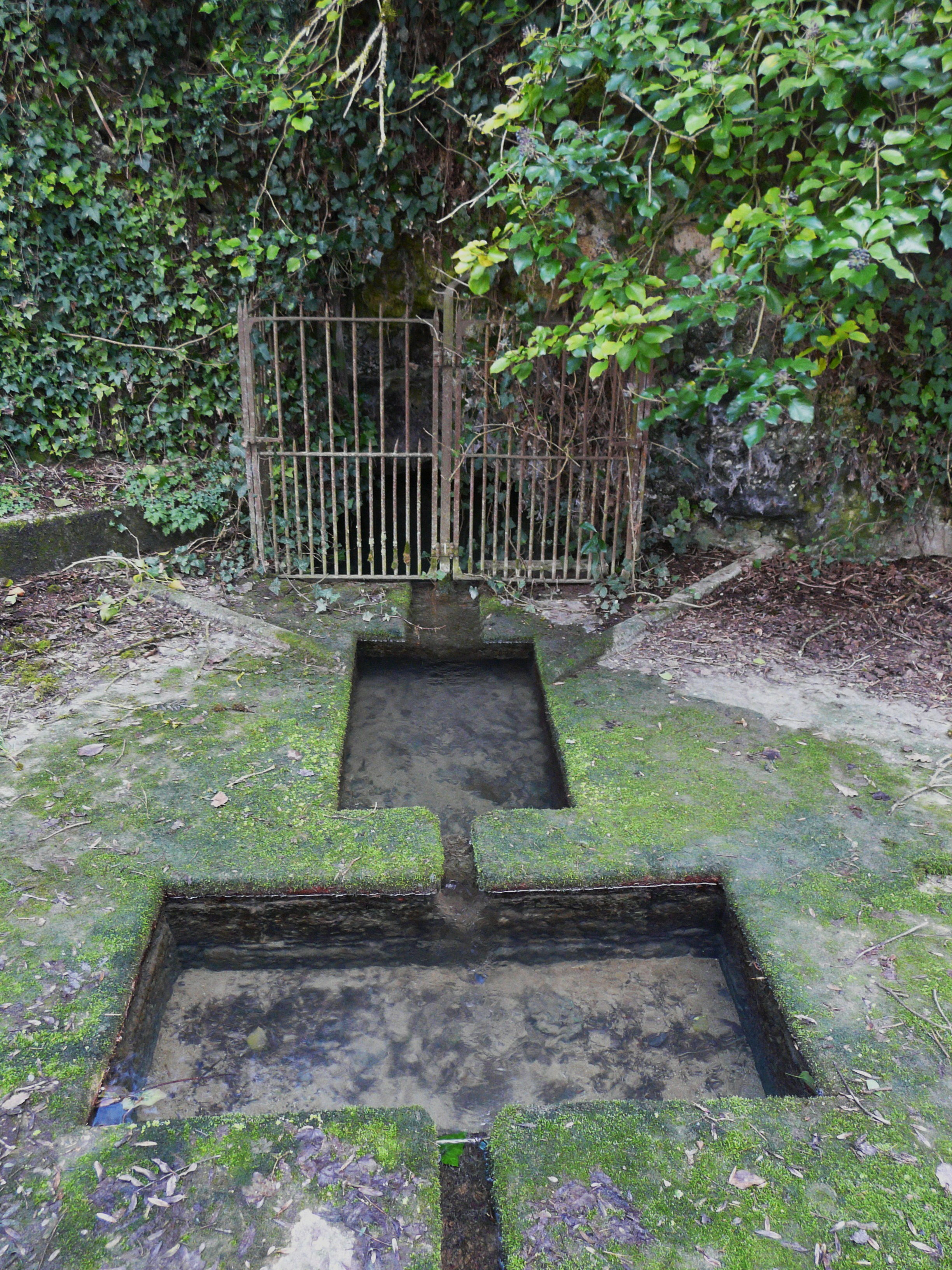
Une autre source au nord-est de l'église.